# 애플 소프트웨어 업데이트
애플 소프트웨어 업데이트는 OS X 운영 체제의 기능 중 하나이다. 맥 OS 9에서 처음 사용 가능했던 소프트웨어 업데이트는, OS X 시스템에서 각종 앱들의 최신 버전을 유지할 수 있도록 도와준다. 사파리, 아이튠즈 등의 앱들을 업데이트할 수 있었다. 소프트웨어 업데이트는 왼쪽 위 애플 아이콘을 클릭한 후 소프트웨어 업데이트를 통해 실행할 수 있다. 소프트웨어 업데이트는 OS X 매버릭스에서 맥 앱 스토어의 업데이트와 통합되었다.

## 같이 보기
- macOS 구성 요소 목록(en)